# Cam Talbot
Cameron "Cam" Talbot, född 5 juli 1987, är en kanadensisk professionell ishockeymålvakt som spelar för Ottawa Senators i NHL.
Han har tidigare spelat för New York Rangers, Edmonton Oilers, Philadelphia Flyers, Calgary Flames och Minnesota Wild i NHL; Hartford Wolf Pack och Connecticut Whale i AHL; Greenville Road Warriors i ECHL samt Alabama-Huntsville Chargers i NCAA.

## Klubblagskarriär

### NHL

#### New York Rangers
Talbot blev aldrig draftad av något lag men skrev på ett kontrakt med New York Rangers den 30 mars 2010.

#### Edmonton Oilers
Den 27 juni 2015 tradades han till Edmonton Oilers i utbyte mot tre draftval i NHL-draften 2015.

#### Philadelphia Flyers
Den 16 februari 2019 tradades han till Philadelphia Flyers i utbyte mot Anthony Stolarz.

#### Calgary Flames
Han skrev som free agent på ett ettårskontrakt med Calgary Flames värt 2,75 miljoner dollar den 1 juli 2019.